# Власи (Романи)
Појам Власи (грч. Βλάχοι, лат. Valachi) представља назив за романизовано становништво на просторима југоисточне Европе.
Током средњовековно и раног нововековног раздобља, исти појам је добио и друга значења, првенствено као ознака за посебну друштвену класу под називом власи (пише се малим словом). Стога етноним Власи не треба мешати са појмом власи, пошто је реч о појмовима са различитим значењима.
У пољском и мађарском језику, термини изведени из етнонима Власи односе се на Италијане. Етноним Власи у данашње вријеме означава народе који говоре источнороманским језиком и живе јужно од Дунава, на подручје данашње источне Србије, јужне Албаније, сјеверне Грчке, Северне Македоније и југозападне Бугарске, као аутохтоне етничке групе, а то су етнички Власи у Србији, Цинцари, Мегленски Власи и Истарски Власи.
Термин је на Балканском полуострву постао синоним за друштвену категорију сточара, а био је кориштен и за нероманофоне народе, у скорашње време са негативним значањем на западном Балкану. Постоји влашка дијаспора и у другим европским земљама, нарочито у Румунији, као и у Северној Америци и Аустралији.
Етнички Власи су првобитно идентификовани и описани од стране Георгија Кедрина током 11. века. Према једној теорији о пореклу, савремени Румуни, Молдавци и Цинцари пореклом воде од романизованих Дачана. Према појединим лингвистичарима и другим научницима, источноромански језици потврђују опстанак Дако-романа у доњем току Дунава током Сеобе народа и западнобалканског становништва познатог под називом Власи, које је пореклом водило од романизованих Илира.
Данас, источнороманске говорне заједнице се процјењују на 26—30 милиона говорника широм свијета (укључујући румунску и молдавску дијаспору). Све балканске земље имају аутохтоне романске мањине.

## Етимологија и називи
Ријеч Влах/Власи етимолошки је изведена из етнонима келтског племена, а у прагерманском је усвојена као *Walhaz, што значи „странац”, од *Wolkā- (грч. Ouolkai). Преко латинског, у готски као *walhs, етноним је преузнео значење „странац” или „романски говорник”, а у грчком је усвојен као Βλάχοι, у словенским језицима као Влах, у мађарском као oláh/olasz итд. Коријен ријечи је у њемачком усвојен за називе Велса и Валоније, на швајцарском њемачком за говорнике романша (Welsch), док је у пољском (Włochy) и мађарском (olasz) постао егзоним за Италијане.
Историјски гледано, термин се користио прије свега за источнороманске народе, међу којима су најбројнији Румуни. Свједочења из 13—14. вијека показују да, иако се на европском (чак и шире) простору они зову Власи, Румуни за себе користи ендоним Rumân/Român, од латинског Romanus (у сјећање на Рим).
Преко њемачког и латинског, термин је почео да означава „странца” и на простору Балкана, гдје је у раном облику кориштен за романске говорнике, али је термин на крају преузео значење „сточар, номад”. Романске говорне заједнице за себе користе ендоним Романи (Римљани).
Током ране историје Османског царства на Балканском полуострву, постојала је друштвена класа власи на простору Србије и Македоније, сачињена од хришћана који су служили као помоћне војне снаге. У Хрватској, термин је добио негативно значење и користио је се за Србе који, иако су били словенског поријекла, а добили су тај назив због православне вјере коју дијеле са Власима.
Поједини румунски научници претпостављају да се појам Власи први пут јавио у Источном римско царству и да је касније проширен кроз германски и словенски свијет преко Нордијаца (нарочито Варјага), који су били у трговачкој и војној вези са Византијом током раног средњег вијека (видјети Блакумен).
Данас, термин Власи се у науци користи за романске говорне заједнице на Балкану, нарочито оне у Грчкој, Албанији и Македонији. У Србији термин Власи се такође односи на романске говорнике, нарочито оне који живе у источној Србији. Цинцари користе ендоним Армани или Рамани, који етимолошки води поријекло од латинског Romanus. Мегленски Власи као ендоним користе македонски облик Вла.

## Употреба током средњег вијека
Византијски историчари користили су термин Власи за говорнике латинског језика.
Теофилакт Симоката, византијски историограф из 7. вијека, писао је о Blachernae у вези са неким историјским подацим из 6. вијека, током владавине византијског цара Маврикија.
Први прецизни подаци о Власима били су о вези Влаха са ријеком Ринхос; изворни документ који садржи информације налази се у манастиру Констамонит.
Крајем 9. вијека Угари су извршили инвазију на Карпатски басен, гдје се налазила римска провинција Панонија коју су насељавали „Словени, Бугари и Власи и пастири Римљана” (лат. sclauij, Bulgarij et Blachij, ac pastores romanorum); према Љетопису Мађара, коју је око 1200. године написао анонимни писар угарског краља Беле III).
Георгије Кедрин је Влахе поменуо поводом збивања из 976. године. Власи су били водичи и стражари римских каравана на Балкану. Између Преспе и Кастриота сусрели су се и борили са бугарским побуњеником по имену Давид. Власи су убили Давида у својој првој документованој борби.
Према Ел Мукадасију: „Кажу да су туркијском сусједству постоје Хазари, Руси, Словени, Власи [Waladj], Алани, Грци и многи други народи”.
Ибн ел Надим у свом раду Китаб ел Фихрист из 938. године наводи „Турци, Бугари и Власи [Blagha]”.
Византијски писац Кекавмен, аутор Стратегикона (1078), описује побуну против цара у сјеверној Грчкој 1066. године коју су предводили Николицас Делфинас и други Власи.
Имена Блакумен помињу се у нордијској саги из периода 11—13. вијека, с обзиром на догађаје који су се догодили у 1018. или 1019. години негдје на сјеверозападном дијелу Црног мора и вјеровали су да се неки повезани са Власима.

## Употреба током 18. и 19. вијека
Гашпар Петар Вињалић је навео податак да се разликују Власи од правих Влаха, Каравлаха, чији језик није словенски. Турци су тај назив користили као верски термин за православце. Павле Ровински је записао да су Турци сваког хришћанина звали Влахом и сматрали су га недостојним да буде са њима равноправан. Под Турцима ту мисли и на муслимане који су били на простору данашње Црне Горе, Србије, Херцеговине... Рудолф Хорват у књизи о Срему, пишући о селу Пачетин, наводи извештај краљевске Коморе (латински писан) из 1697, у којем пише да у том селу станују чисти Власи. Хорват у загради појашњава да су тада под именом Власи називани и Срби, а не само они Куцовласи, које су у Срему населили Турци.

## Приморски и горски Власи
У периоду сеобе народа на просторима југоисточне Европе, од 4. до 10. века, локално романизовано становништво се из угрожених провинција у унутрашњости повлачило према приморским областима, у којима се царска власт дуже одржала (првенствено у тамошњим градовима и на остравима) или се склањало у горске крајеве у дубљој унутрашњости, који су остали изван првих таласа досељавања других народа.
Тиме су током раног средњовековног раздобља настале две специфичне групације романизованог становништва. Прву су чинили приморски Власи, односно источнојадрански Романи у приморским градовима и на остравима, од обала Истре на северозападу, преко Далмације и Превалитане, до обала Епира на југу. Другу групу су чинили горски Власи, односно Романи у планинским областима, од Епира и Тесалије на југу, преко Македоније и Мезије, до подунавских области на северу. Временом је начин живота те две групе постао веома различит: приморски Власи су се у својим градовима и на острвима бавили поморском трговином и привредом која се развијала у условима градског живота, док су се горски Власи бавили првенствено сточарством, усвојивши трансхумацију као облик живота (годишњи миграторни циклус условљен сточарским потребама). Иако је део романизованог становништва задржао свој романски идентитет, постепеним мешањем са суседним Словенима или Грцима временом је дошло и до појаве словенизације, односно хеленизације, што је довело  до даљег сужавања романског корпуса, како у унутрашњости, тако и у приморским областима.